# Phillips County (Arkansas)
Das Phillips County ist ein County im US-amerikanischen Bundesstaat Arkansas. Im Jahr 2010 hatte das County 21.757 Einwohner und eine Bevölkerungsdichte von 12,1 Einwohnern pro Quadratkilometer. Der Verwaltungssitz (County Seat) ist die Stadt Helena-West Helena, die 2006 aus Helena und West Helena fusioniert wurde.

## Geografie
Das County liegt im Osten von Arkansas zwischen dem White River im Westen und dem Mississippi River, der im Osten die Grenze zu Mississippi bildet. Im äußersten Nordosten des Countys befindet sich die Mündung des Saint Francis River in den Mississippi. Das Phillips County und hat eine Fläche von 1884 Quadratkilometern, wovon 90 Quadratkilometer Wasserfläche sind. Es grenzt an folgende Nachbarcountys:
| Monroe County   | Lee County   | Tunica County (Mississippi)  |
|                 |              | Coahoma County (Mississippi) |
| Arkansas County | Desha County | Bolivar County (Mississippi) |

## Geschichte
Das Phillips County wurde am 1. Mai 1920 aus Teilen des Arkansas County und des Hempstead County gebildet. Benannt wurde es nach Sylvanus Phillips, dem ersten namentlich bekannten weißen Siedler in dieser Gegend und Mitglied der territorialen Regierung. Am 4. Juli 1863 fand hier die Schlacht bei Helena zwischen den Nord- und Südstaaten während des Sezessionskrieges statt.

## Demografische Daten

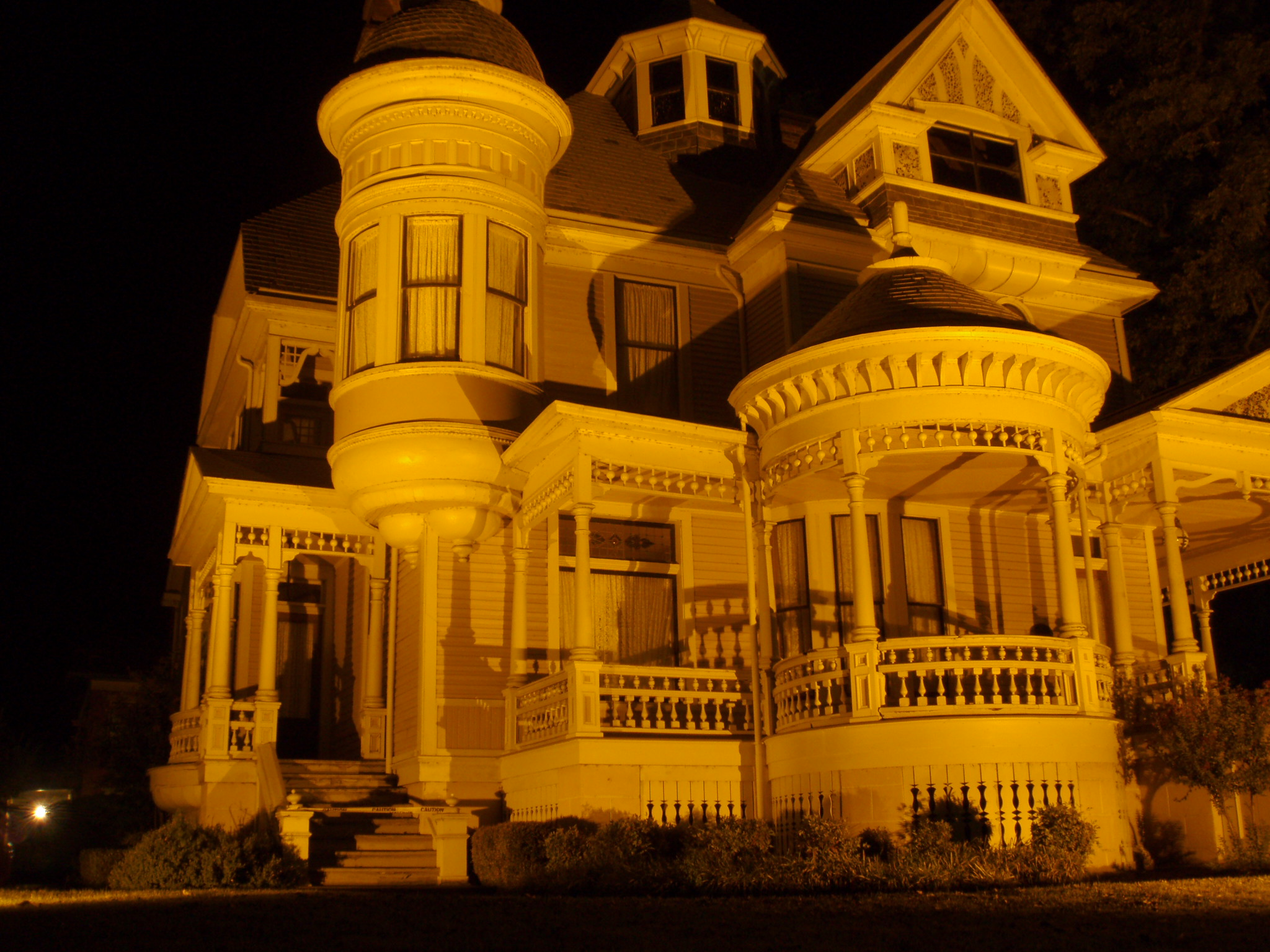
Jerome Bonaparte Pillow House, gelistet im NRHP

Nach der Volkszählung im Jahr 2010 lebten im Phillips County 21.757 Menschen in 8325 Haushalten. Die Bevölkerungsdichte betrug 12,1 Einwohner pro Quadratkilometer. In den 8325 Haushalten lebten statistisch je 2,64 Personen.
Ethnisch betrachtet setzte sich die Bevölkerung zusammen aus 35,6 Prozent Weißen, 62,7 Prozent Afroamerikanern, 0,4 Prozent amerikanischen Ureinwohnern, 0,4 Prozent Asiaten sowie aus anderen ethnischen Gruppen; 1,0 Prozent stammten von zwei oder mehr Ethnien ab. Unabhängig von der ethnischen Zugehörigkeit waren 1,5 Prozent der Bevölkerung spanischer oder lateinamerikanischer Abstammung.
27,8 Prozent der Bevölkerung waren unter 18 Jahre alt, 56,9 Prozent waren zwischen 18 und 64 und 15,3 Prozent waren 65 Jahre oder älter. 53,1 Prozent der Bevölkerung war weiblich.

Das jährliche Durchschnittseinkommen eines Haushalts lag bei 27.361 USD. Das Pro-Kopf-Einkommen betrug 15.244 USD. 32,4 Prozent der Einwohner lebten unterhalb der Armutsgrenze.

## Kultur und Sehenswürdigkeiten

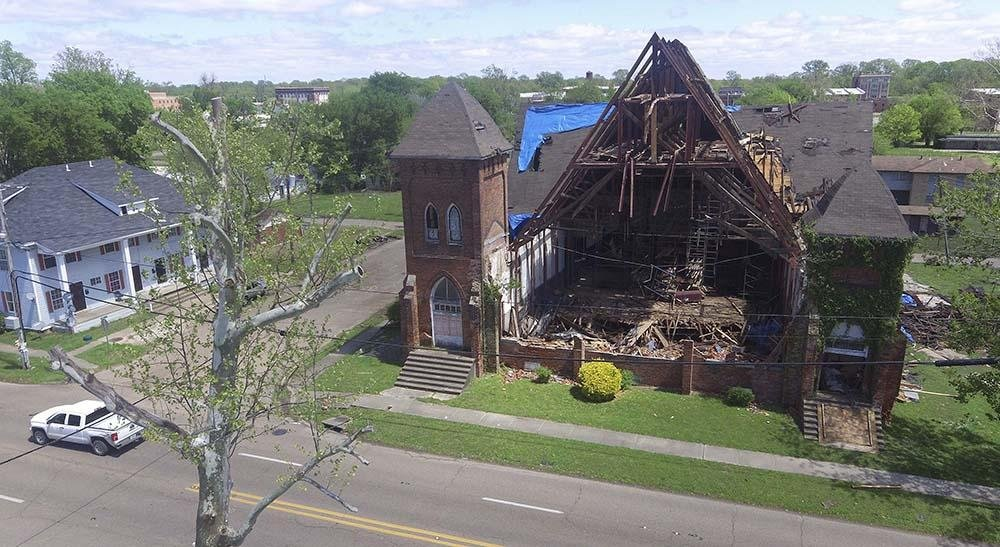
Die Centennial Baptist Church wurde 1895 errichtet und zählt seit Juli 2003 als National Historic Landmark. Während der Tornado-Saison im Jahr 2020 wurde die Kirche in großen Teilen zerstört.

56 Bauwerke, Stätten und historische Bezirke (Historic Districts) des Countys sind im National Register of Historic Places („Nationales Verzeichnis historischer Orte“; NRHP) eingetragen (Stand 20. Juni 2022), darunter haben die Centennial Baptist Church und der Vermessungspunkt für den  Louisiana Purchase den Status von National Historic Landmarks („Nationales historisches Wahrzeichen“).

## Ortschaften im Phillips County
Citys
- Elaine
- Helena-West Helena1
- Lakeview
- Marvell

Towns
- Lexa

Unincorporated Communities
| - Barton - Catron - Countiss - Creigh - Crumrod - Cypert - Ewal - Ferguson - Helena Crossing | - Hicks - Hoop Spur - Huma - Kindall - Kingtown - Lake Ridge - Lambrook - Latour - Lexa Junction | - Lundell - Maple Corner - Mary Spur - Mellwood - Modoc - Mosby Spur - North Lexa - Oneida - Pilgrims Rest | - Pillar - Poplar Grove - Postelle - Preston Place - Ragan - Ratio - Southland - Trenton - Turkey Scratch | - Turner - Wabash - Walnut Corner - Watkins Corner - Wycamp |

1 – bestehend aus den ehemals eigenständigen Städten Helena und West Helena

## Gliederung

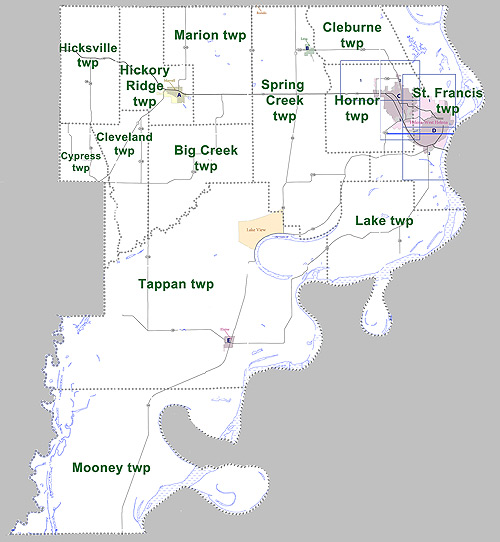
Karte des Phillips Countys – Townships

Das Phillips County ist in 13 Townships eingeteilt:
| Township               | Einwohner (2010) | FIPS     |
| ---------------------- | ---------------- | -------- |
| Big Creek Township     | 425              | 05-90273 |
| Cleburne Township      | 660              | 05-90849 |
| Cleveland Township     | 198              | 05-90870 |
| Cypress Township       | 152              | 05-91005 |
| Hickory Ridge Township | 1550             | 05-91704 |
| Hicksville Township    | 231              | 05-91707 |
| Hornor Township        | 9697             | 05-91767 |
| Lake Township          | 41               | 05-92094 |
| Marion Township        | 589              | 05-92391 |
| Mooney Township        | 179              | 05-92547 |
| Spring Creek Township  | 4746             | 05-93276 |
| St. Francis Township   | 1789             | 05-93462 |
| Tappan Township        | 1500             | 05-93573 |